# Hörnle (Ammergauer Alpen)
Das Hörnle erhebt sich als erster Berg der Ammergauer Alpen vom Voralpenland und gilt als Hausberg von Bad Kohlgrub. Es bildet eine aus drei Gipfeln bestehende Gruppe: Vorderes Hörnle (1484 m), Mittleres Hörnle (1496 m) und Hinteres Hörnle (1548 m). Nach Süden schließt sich der Stierkopf (1535 m) an.

## Geologie
Geologisch gehört das Gebiet zu den Flyschbergen. Auf der Nordostseite des Berges ist ein für die Rutschneigung bewaldeter Flyschberge am Alpenrand typischer Bergrutsch weithin sichtbar. Unterhalb des als Rißgraben bezeichneten Felsabbruchs liegt ein breiter Sturzkegel mit tiefen Wasserrissen („Im Gsött“). Die Rutschung ist im bayerischen Geotopkataster als seltenes und wertvolles Geotop erfasst.

## Tourismus
Zahlreiche Wanderwege, die Sesselbahn Hörnlebahn, die bewirtschaftete Hörnlehütte und eine Skiabfahrt machen das Hörnle zu jeder Jahreszeit zu einem attraktiven Ziel für Besucher und Bergsportler. Vom Gipfel hat man eine ungehinderte Aussicht über das Voralpenland mit den bayerischen Seen und die Gipfel von Wetterstein, Karwendel und Ammergauer Alpen.
Der leichteste Weg auf das Hörnle führt von Bad Kohlgrub auf gut ausgebauten Wegen zum Gipfel. Ein weiterer Weg beginnt bei Kappel in der Nähe von Unterammergau.

## Hörnlelauf
Der auch als Hörnleberglauf bezeichnete Berglauf findet jährlich statt. Auf einer Länge von sieben Kilometer müssen 640 Höhenmeter überwunden werden. Die Strecke führt vom Ortskern Bad Kohlgrubs (824 m ü. NN) zum Ortsteil Guggenberg (910 m ü. NN) und anschließend über Forststraßen ins Ziel auf dem Zeitberg (1404 m ü. NN), wobei man das mittlere Hörnle links und das vordere Hörnle rechts liegen lässt. Im Jahr 2021 veranstaltete der Skiclub Bad Kohlgrub die 40. Veranstaltung, zeitgleich fanden dort die Deutsche Berglauf-Meisterschaften statt.